# آن شب باران می‌بارید
آن شب باران می‌بارید (به بنگالی: ইট ওয়াজ রেইনিং দ্যাট নাইট) یک فیلم سینمایی دو زبانه انگلیسی - بنگالی در ژانر درام به کارگردانی ماهش مانجرکار و نویسندگی پانکوج پاراشار محصول سال ۲۰۰۵ است.
این فیلم به دلیل تولید مشترک هند، آمریکا و بنگلادش مشهور بود، و در آن بازیگرانی چون ریا سن، سوشمیتا سن، ویکتور بنرجی، ماهش منجرکار، مون مون سان، آتیش شاه، داون مولر و استفانی سیگل حضور داشتند.

## تولید
بودجه فیلم آن شب باران می بارید ۹۵۰٬۰۰۰ دلار (تخمین زده شده) بود.
فیلمبرداری آن شب باران می‌بارید در سال ۲۰۰۵ در لوکیشن‌هایی مانند هند و آمریکا آغاز شد. همچنین اولین بار است که بازیگر فوق‌العاده بنگلادشی، ریاض احمد، با بازیگر بالیوود، سوشمیتا سن همبازی شدن.